# José Ángel Ziganda
José Ángel Ziganda Lakuntza, dit Cuco Ziganda, né le 1er octobre 1966 à Larráinzar (Navarre), est un footballeur espagnol reconverti en entraîneur. Il évoluait au poste de milieu offensif.

## Biographie
Ce joueur n'a connu que deux clubs professionnels dans sa carrière : l'Osasuna Pampelune et l'Athletic Bilbao. Avec ces deux clubs il a inscrit 111 buts en Primera División, 19 en Segunda Division, 9 en Coupe de l'UEFA et 6 en Coupe du Roi.
Il a reçu une sélection en équipe d'Espagne lors de l'année 1991, à l'occasion d'une rencontre face à la Roumanie.
Après sa carrière de joueur, Ziganda a entraîné le club d'Osasuna Pampelune, avec qui il a atteint les demi-finales de la Coupe de l'UEFA en 2007. Il a ensuite entraîné en 2009 le néo-promu en première division Xerez CD jusqu'en janvier 2010.
Entre 2011 et 2017, Ziganda est l'entraîneur de l'équipe réserve de l'Athletic Bilbao.
Il entraîne l'équipe première lors de la saison 2017-2018, mais son contrat n'est pas renouvelé au terme d'une saison qui s'avère décevante (16e place en championnat).

## Carrière de joueur
- 1985-1991 : Osasuna Pampelune
- 1991-1998 : Athletic Bilbao
- 1998-2001 : Osasuna Pampelune [1]

## Carrière d'entraîneur
- 2005-2006 :  Osasuna Pampelune (équipe réserve)
- 2006-octobre 2008 :  Osasuna Pampelune
- 2009-janvier 2010 :  Xerez CD
- 2011-2017 :  Bilbao Athletic
- 2017-2018 :  Athletic Bilbao
- fév. 2020-juin 2022 :  Real Oviedo
- juil. 2022-oct. 2023 :  SD Huesca